# Trépail
Trépail é uma comuna da França, no departamento da Marne, região de Grande Leste.

## Geografia
Trépail é situada nas planícies de Grande Leste. É rodeado das cidades Saint-Basle, Verzy e Villers-Marmery ao norte, Les Petites-Loges ao nordeste, Billy-le-Grand a leste, Vaudemange a sudeste, Ambonnay ao sul, Bouzy ao sudoeste, Louvois a oeste e Neuville-en-Chaillois a noroeste.